# هاي بارنيت (محطة مترو أنفاق لندن)
هاي بارنيت (بالإنجليزية: High Barnet)‏ هي إحدى محطات مترو أنفاق لندن. تقع على خط نورذيرن أفتتحت في المنطقة (Zone) رقم 5 أفتتحت في 1 أبريل 1872، 14 أبريل 1940.